# Die Büchse des Bettlers
Die Büchse des Bettlers (portugiesischer Originaltitel: A Caixa, dt.: Die Büchse) ist ein tragikomischer Spielfilm des portugiesischen Regisseurs Manoel de Oliveira aus dem Jahr 1994.
Es ist eine Adaption des 1980 veröffentlichten Stücks A Caixa des portugiesischen Schriftstellers Hélder Prista Monteiro (1922–1994), die als Parabel auf die sozial ungerechten gesellschaftlichen Verhältnisse und die materialistischen und ungeduldigen Entwicklungen gemeint ist.

## Handlung

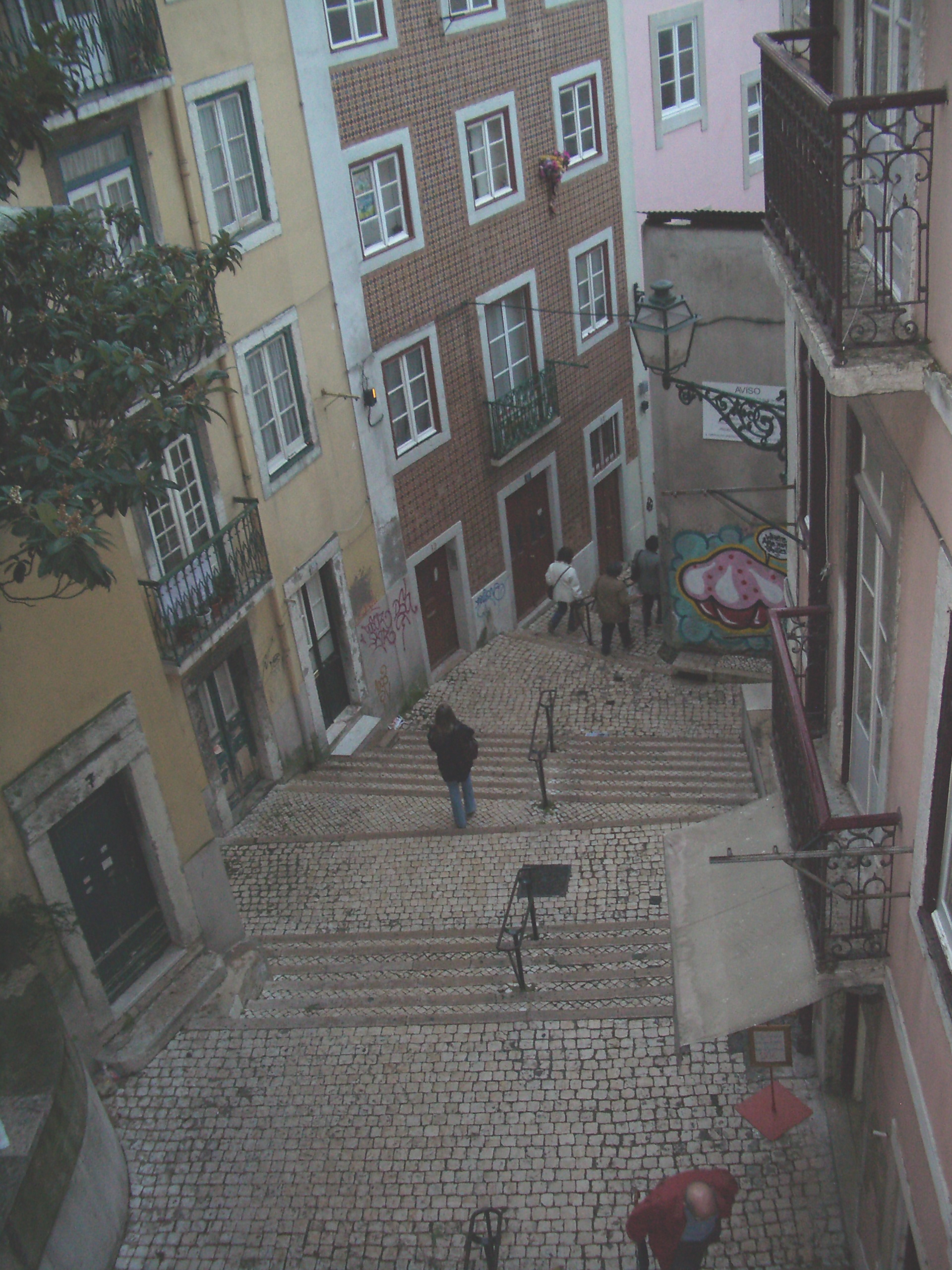
Die Escadinhas de São Cristóvão, Drehort des Films

An den Treppen Escadinhas de São Cristóvão in der Mouraria wohnend, einem sehr alten, einfachen Viertel Lissabons, hat ein blinder Mann endlich die behördliche Genehmigung zum Betteln erhalten, erkennbar durch die offizielle Bettelbüchse, um die ihn die ganze Nachbarschaft nun beneidet. Einmal stahl man ihm jedoch schon die Büchse mit seinen Tageseinnahmen.
Seine frustrierte Tochter kümmert sich um den Haushalt und bügelt zudem Wäsche für Kundinnen. Ihr windiger Mann jedoch ist arbeitslos und wenig motiviert, dies zu ändern. Der ganze Dreier-Haushalt lebt von den Betteleinnahmen des blinden Mannes, und wie im ganzen Viertel herrscht auch in ihrem Haus ein rauer und aggressiver Umgangston. Überhaupt ist das Leben rund um die Eckkneipe im engen Viertel und der Umgang der Menschen miteinander dort von Neid, Misstrauen und kleingeistigen Streitereien, aber auch fröhlichen, ruhigen und fürsorglichen Momenten geprägt.
Dann wird die Büchse des Blinden erneut gestohlen. Der Vorfall sorgt für enorme Aufregung in der Familie und der Nachbarschaft. Im Streit ersticht der Ehemann einen anderen Mann im Viertel, flieht und wird verhaftet. Seine Frau wendet ihren Zorn gegen den blinden Vater, der sich nun, ohne jeden weiteren Lebensmut, mit dem Messer des inhaftierten Schwiegersohns ersticht.
Diese Tragödie bewirkt ironischerweise aber die Befreiung der Tochter aus ihren familiären Zwängen. Ohne den blinden Vater und den arbeitsscheuen Ehemann, bettelt sie nun mit behördlicher Genehmigung als mittellose Witwe und trauernde Waise an ertragreicheren Plätzen außerhalb des Viertels und führt seither ein sorgenfreieres Leben, nicht ohne auch ihre Nachbarn zu unterstützen. Ein ruhigerer und harmonischerer Alltag kehrt nun wieder in das Viertel ein.

## Produktion und Rezeption
Der Film wurde ab dem 27. November 1993 in Lissabon gedreht und von den Filmproduktionsgesellschaften Madragoa Filmes (Portugal), Gemini Films (Frankreich) und La Cept Cinema (Frankreich) produziert, mit finanzieller Unterstützung durch den öffentlich-rechtlichen portugiesischen Fernsehsender RTP, die Filmförderungsanstalten IPACA (heute ICA, Portugal) und CNC (Frankreich) und den französischen Fernsehsender Canal+.
Die Schauspielerin Isabel Ruth schrieb die drei Lieder (A Gaivota, Aí a Vida und Uma Mulher Quando Cai), die sie im Film als Straßenverkäuferin singt, und der Gitarrist Duarte Costa spielt mehrmals als Kneipengast. Als Filmmusik dienen daneben einige bekannte Passagen aus verschiedenen Opern und Operetten.
Seine Premiere feierte der Film am 19. Mai 1994 beim Filmfestival von Cannes 1994 im Wettbewerb Quinzaine des Réalisateurs. In Portugal wurde er erstmals am 16. September 1994 im Kino Monumental anlässlich dessen Jubiläumsfeier gezeigt, seinen offiziellen Kinostart hatte der Film am 18. November 1994.
Die Kritik lobte den Film, der für Oliveiras Werk ungewöhnlich ist. So fehlen die langen kontemplativen Einstellungen, zudem ließ die räumliche Enge im alten Viertel kaum weite Aufnahmen zu. Ungewöhnlich für Oliveiras Werk sind hier auch die volkstümliche Umgangssprache und die ungewöhnlich vielen komischen Momente, zudem lehnt er sich in der Auswahl der sehr wenigen Szenarios in der immer gleichen Gasse an das Theater an.

„Oliveiras poetische Adaption eines Theaterstücks changiert zwischen Tragödie und satirischer Farce, zeigt die Brutalität des Geschehens und überhöht es zugleich allegorisch, entwirft eigenwillige Kinobilder und nutzt zugleich die Möglichkeiten des Theaters, selbst dessen Statik. Ein beeindruckendes (Neben-)Werk jenseits aller Kinokonventionen, das als Porträt der Menschheit verstanden werden kann.“

A Caixa erschien in Portugal zunächst als VHS-Kassette bei Atalanta Filmes und 2005 dann als DVD bei Lusomundo (heute Teil des Medienunternehmens NOS), und 2008 dort nochmal in einer DVD-Box als Teil einer Werkschau zum hundertjährigen Geburtstag de Oliveiras.